# Museo del capitolo del duomo di Città di Castello
Il Museo diocesano del duomo di Città di Castello è stato fondato nel 1940 su iniziativa del vescovo diocesano Filippo Maria Cipriani per custodire il "tesoro di Canoscio" rinvenuto alcuni anni prima. Il Museo, oggetto di un nuovo allestimento nel 1991 ed ampliato nel 2000, è collocato in 12 locali attigui al duomo della città, su una superficie espositiva di 800 metri quadrati circa.

## Opere
Nella prima sala è custodito il tesoro di Canoscio, costituito da 25 pezzi di suppellettile liturgica (vasi e piatti eucaristici) del V secolo, rinvenuti nel 1935 presso il santuario di Canoscio.
Nelle altre sale sono esposti, in ordine cronologico dall'XI al XIX secolo, oggetti d'arte sacra fra cui:
- il paliotto, pala d'altare in argento sbalzato, cesellato e dorato, donato dal pontefice Celestino II alla sua città nel XII secolo;
- un pastorale in argento sbalzato, cesellato, bulinato e dorato attribuito all'orafo senese Goro di Gregorio (1324 circa).

Vi sono inoltre conservati dipinti dei secoli XIV-XVI, fra cui:
- Madonna col Bambino e san Giovannino (1486), tempera su tavola, del Pinturicchio;
- Cristo risorto in gloria (1528-1530), olio su tavola, di Rosso Fiorentino
- Angeli, olio su tavola, di Giulio Romano.